# Alekséi Guskov
Alekséi Guennádievich Guskov  PAR (del ruso: Алексей Геннадьевич Гуськов) (Brzeg, Polonia, 20 de mayo de 1958) es un actor y productor ruso. Fue premiado en el 2007 por People's Artist of Russia. Ha filmado más de 50 películas desde 1985 hasta la fecha.

## Filmografía selecta
| Año  | Título             | Rol                         | Notas                |
| ---- | ------------------ | --------------------------- | -------------------- |
| 2019 | Soyuz spaseniya    | Principe Aleksei Scherbatov |                      |
| 2009 | El concierto       | Andréi Filipov              | Director de Orquesta |
| 2005 | The Turkish Gambit | Teniente Coronel Kazanzaki  |                      |
| 1991 | Wolfhound          | Alex Volkov                 | Músico               |